# Ligue républicaine nationale

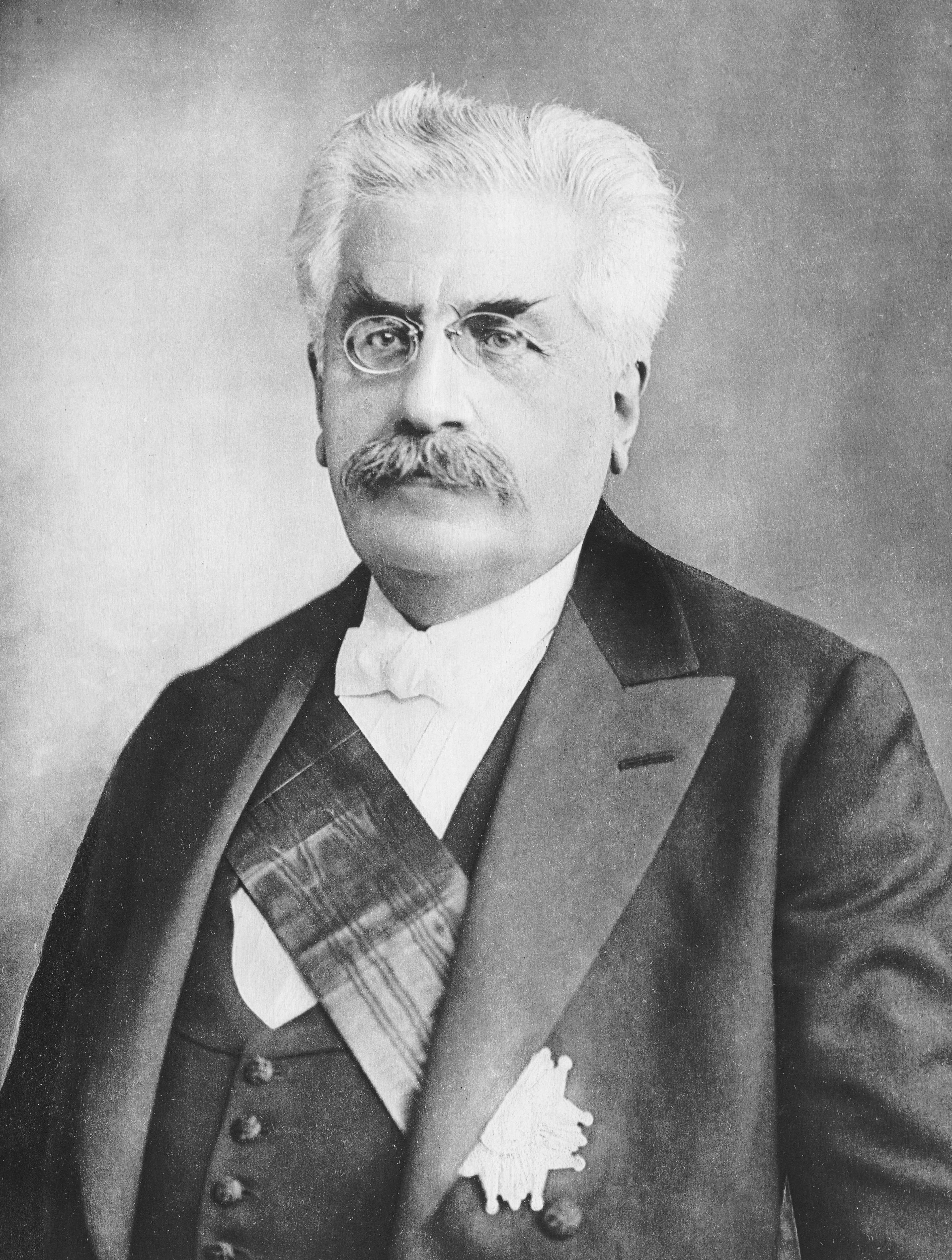
Alexandre Millerand

Ligue républicaine nationale (Nationale Republikanische Liga) war der Name einer politischen Partei während der Dritten Französischen Republik. Sie wurde 1924 vom früheren Staatspräsidenten Alexandre Millerand gegründet.

## Geschichte
Die Gründung der Ligue républicaine nationale erfolgte nach den Parlamentswahlen im Mai 1924, bei denen das Linkskartell siegte und den Staatspräsidenten Alexandre Millerand zum Rücktritt zwang, weil er sich zugunsten des Bloc national in den Wahlkampf eingemischt hatte. Die Mitte und die Rechte waren nun führungslos, da sich der ehemalige Ratspräsident Raymond Poincaré aus dem politischen Leben zurückgezogen hatte. Millerand, der von mehreren Parteien um Unterstützung gebeten wurde, erklärte sich bereit, die Gegner des Kartells zu vereinen.
Die Satzung wurde im Oktober 1924 eingereicht. Ein Manifest, das von André François-Poncet verfasst und vom Vorstand genehmigt wurde, wurde am 6. November des folgenden Jahres veröffentlicht. Am 16. Dezember 1924 wurde in der Salle Luna Park ein Eröffnungsbankett veranstaltet. In den folgenden Monaten erlebte die LRN eine Phase der Expansion und vervielfachte die Zahl der Neueintritte.
Ab 1925 traten jedoch Schwierigkeiten auf. Millerand musste sich mit ideologischen Spaltungen auseinandersetzen. Einerseits war die Alliance démocratique (damals unter dem Namen Parti républicain démocratique et social, PRDS), säkularer und stand den Arbeitgebern näher als er, andererseits wünschte der neue Vorsitzende der Fédération républicaine, Louis Marin, die Autorität seiner Partei über die LRN zu festigen. Dazu kam die Konkurrenz mit anderen Gruppierungen (Centre de propagande des républicains nationaux, Jeunesses patriotes, Fédération nationale catholique, Le Faisceau). Millerand gab jedoch weiterhin der sozialen und institutionellen Frage den Vorzug vor der religiösen, was zum Austritt zahlreicher Mitglieder führte. Darüber hinaus war die Organisation der Liga unter der Leitung des Generalsekretärs Emmanuel Brousse unzureichend und die finanzielle Lage verschlechterte sich aufgrund von Missmanagement und hohen Kosten für Propaganda (Flugblätter, Plakate, Versammlungen).
Der Zusammenbruch des Linkskartells im Sommer 1926 und die neue Regierung Poincaré marginalisierten die Liga, die das Ende des Linksbündnisses zu ihrem Hauptkampf machte. Am 15. Januar 1927 trat Alexandre Millerand vom Vorsitz der LRN zurück, nachdem es ihm nicht gelungen war, bei den Senatswahlen wiedergewählt zu werden. André Maginot wurde am 26. Januar zum Vorsitzenden des Lenkungsausschusses gewählt, während Henri de Kérillis und Paul Reynaud als die anderen Hauptfiguren der Liga erschienen. Obwohl die neue Führung beschloss, die Anhänger Millerands auszuschließen, überlebte die Liga den Abgang ihres Gründers nicht und stellte ihre Aktivitäten bald ein.

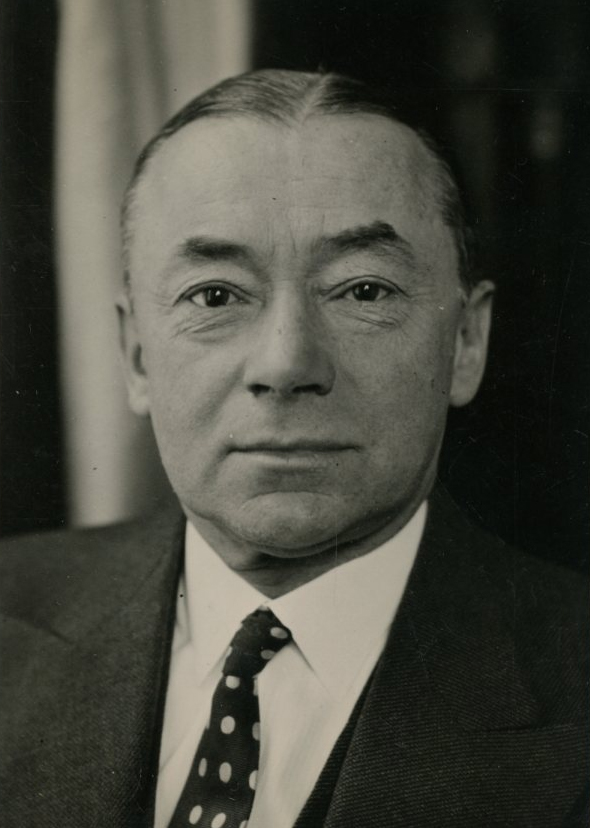
Paul Reynaud

Paul Reynaud und Georges Scapini ließen sie im Juni 1934 wieder aufleben. Wirkungen dieser neuen LRN sind nicht dokumentiert.

## Organisation und Ziele
Die LRN war als Koalition konzipiert, die die republikanische und parlamentarische Rechte gegen das regierende Linkskartell vereinte. Sie brachte die beiden größten Mitte-Rechts- und Rechtsparteien zusammen, die Parti républicain démocratique et social (PRDS) und die Féderation républicaine, die jedoch ihre Autonomie, insbesondere auf lokaler Ebene, weiter beanspruchten. Auch kleinere Gruppierungen wie die Parti démocrate populaire und Démocratie nouvelle (Neue Demokratie) waren beteiligt. Anfang 1925 gewann die LRN zwei weitere Ligen für sich, die Ligue civique (Bürgerliga) und die Ligue démocratique d’action morale et sociale (Demokratische Liga für moralisches und soziales Handeln).
In ihrer Satzung gab die Liga von 1924 das Ziel aus, durch „Presse, Versammlung oder Vereinigung die Grundsätze einer nationalen Politik zu verteidigen und zu verbreiten, die in der Republik und durch die Republik Frankreich den Frieden im Innern und nach außen sichern soll“.
Sie klagte die Infragestellung der Maßnahmen des Bloc national an, insbesondere die Beendigung der Besetzung des Ruhrgebiets, die Abrüstungspolitik, die Amnestie für Deserteure und eine nachgiebige Politik gegenüber der UdSSR. Im Gegensatz dazu befürwortete sie die Umsetzung der Bestimmungen des Versailler Vertrags und rief dazu auf, in der Frage der Kriegsreparationen nicht nachzugeben. In der Wirtschaft war die LRN entschieden antikommunistisch und setzte sich für einen ausgeglichenen Haushalt und soziale Reformen ein, ohne jedoch Streiks zu tolerieren.
Die LRN scheint bei mehreren Themen gespalten gewesen zu sein. Dies gilt insbesondere für die Revision der Verfassungsgesetze von 1875, ein Thema, das Millerand sehr am Herzen lag, das aber in der PRDS auf Widerstand stieß. Die PRDS war auch skeptisch gegenüber den sozialen Vorschlägen und dem „Appeasement“ in religiösen Fragen, die der ehemalige Staatschef vorbrachte. Umgekehrt warfen ihm die rechtsgerichteten Ränder vor, nicht versöhnlich genug mit der Kirche zu sein.
Die 1934 wiederbelebte Liga hielt an einem Programm fest, das sich auf eine Listenwahl und eine Verfassungsänderung konzentrierte, die die Macht der Exekutive stärkte.